# 黄疃战役旧址纪念馆
黄疃战役旧址纪念馆，是位于中国安徽省合肥市肥东县张集乡黄疃社区的一个中国共产党革命遗址，2012年入选第五批肥东县文物保护单位。
黄疃战役旧址纪念馆用于纪念1945年在黄疃发生的中国共产党反清剿战争，是抗日战争尾声之际的國共摩擦战役。纪念馆始建于1970年代，占地350平方米，内展陈黄疃战役的相关陈列文物，2017年时已濒临倒塌。2021年，肥东县投入900万元人民币对纪念馆进行改建。